# 最底辺の男 -Scumbag Loser-
『最底辺の男 -Scumbag Loser-』（さいていへんのおとこ スカムバッグ ルーザー）は、山口ミコトによる日本の漫画作品。『月刊ガンガンJOKER』（スクウェア・エニックス）で2011年12月号から2013年1月号まで連載された。

## ストーリー
クラスの底辺をさまよう臭いフェチの男子高校生・村井雅彦。ある日、幼馴染だった美少女・水沢遥が転校してきて、底辺からの脱却を図る為、彼女と付き合うことになった。だが、遥は5年前に死んでいるのだった。では、転校してきた遥は、一体何者なのか？

## 登場人物
村井 雅彦（むらい まさひこ）
本作の主人公。「底辺の男」に相応しく、卑屈かつ陰険で下劣な性格をした肥満体型の男。学校においていじめの対象にされているが、同じクラスのいじめられっ子・山田を見下すことで精神の安定を保っている。類稀なる嗅覚の持ち主で、一度嗅いだものを忘れないほどの臭いフェチ。女性の下着を嗅ぐのが趣味と言う変態っぷりで、昔の遥のパンティを持っている。
水沢 遥（みずさわ はるか）
本作のヒロイン。村井の幼馴染だったが、彼の事は嫌っていた。誘拐事件に巻き込まれ、公には行方不明（村井曰く「5年前に死亡」）になっているはずだが、突如村井の通学する高校に転校してくる。村井とは彼女になる代わりに「なんでもいうことを聞く」契約を交わした。本人曰く「人間ではない」。また独特の匂いがあるらしく、他にも彼女と同じ匂いのする「人間」がいる模様。
山田（やまだ）
村井のクラスメート。村井からは「山田君」と呼ばれている。村井同様、クラスでいじめられているが、村井からは「最底辺」と見下されている。あらゆる悪臭をブレンドしたような体臭を持ち、その臭いは村井をして「奇跡の産物」「ゾクゾクしてしまう」と言わしめる程。
摩耶と言う彼女ができ、村井にかけた電話で、摩耶と一夜を共に過ごすことを伝え、それを村井に羨ましがられようとして電話をかけっぱなしにしていたとき、奇声を発し、翌日、別人のように変わっていた。その体臭は村井曰く、「水沢遥」と同じ臭いだった。

## 単行本
- 山口ミコト 『最底辺の男 -Scumbag Loser-』スクウェア・エニックス〈ガンガンコミックスJOKER〉、全3巻
  1. 2012年5月22日発売 ISBN 978-4-7575-3614-2
  2. 2012年8月22日発売 ISBN 978-4-7575-3704-0
  3. 2013年2月22日発売 ISBN 978-4-7575-3883-2